# Zagórze (Tarczek)
Zagórze – część wsi Tarczek w Polsce, położona w województwie świętokrzyskim, w powiecie starachowickim, w gminie Pawłów.
W latach 1975–1998 Zagórze administracyjnie należało do województwa kieleckiego.